# Foundational Model of Anatomy
El Foundational Model of Anatomy (Model Fundacional d'Anatomia, o FMA) és una base de dades en línia que serveix de referència ontològica per al domini de l'anatomia. Es tracta d'una representació simbòlica de l'estructura canònica, fenotípica d'un organisme; una ontologia espacial-estructural d'entitats i relacions anatòmiques que formen l'organització física d'un organisme en detall a tots els nivells.
L'FMA és desenvolupat i mantingut pel Grup d'Informàtica Estructural en la Universitat de Washington. El FMA ontologia conté aproximadament 75.000 classes i més de 120.000 termes, més de 2,1 milions d'instàncies de relació de més de 168 tipus de relacions.